# بوح الذاكرة وإشهاد الوثيقة: أحداث 3 مارس 1973 ( الجزء الأول)
بوح الذاكرة وإشهاد الوثيقة، أحداث 3 مارس 1973، هو عمل تاريخي–سيري صدر للمناضل السياسي والفاعل الحقوقي المغربي امبارك بودرقة (المعروف باسم "عباس")، حاوره وأعده وقدمه المؤرخ الطيب بياض. يقع الكتاب في 414 صفحة وصدر عن دار النشر المغربية سنة 2020.

## منهجية الكتاب

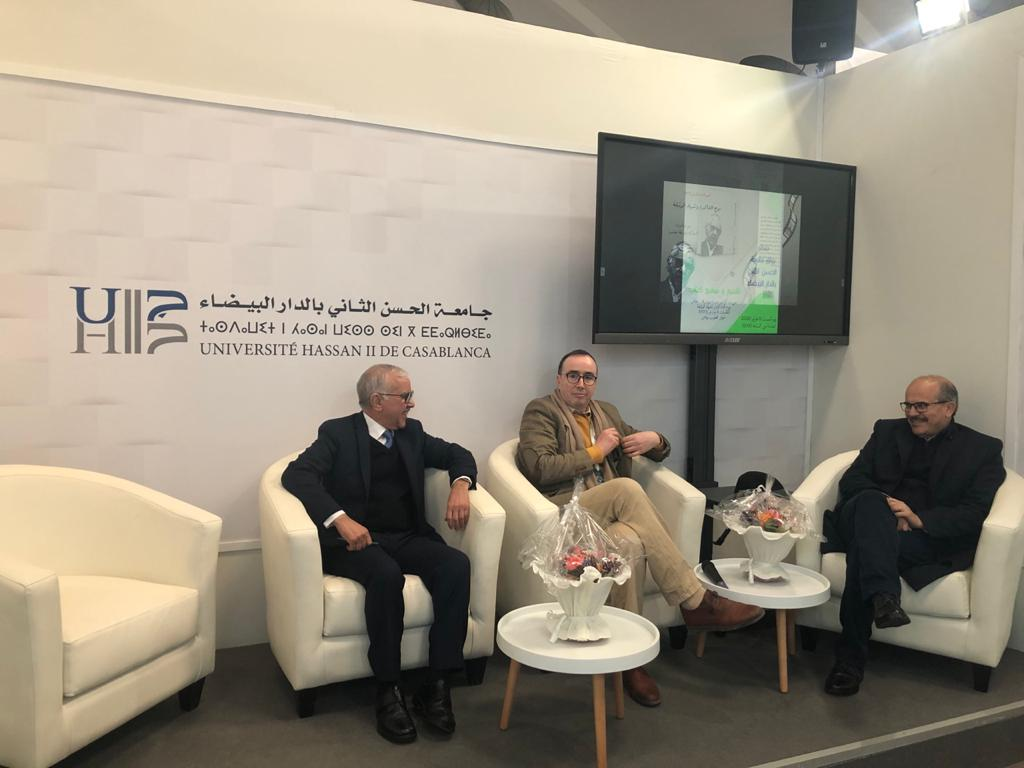
لحسن العسبي أثناء تقديم الكتاب برواق جامعة الحسن الثاني بالمعرض الدولي للنشر والكتاب بالدار البيضاء سنة 2020 بحضور امبارك بودرقة والطيب بياض

يجمع هذا الكتاب بين المذكرات الشخصية والوثائق الأرشيفية وحوار مؤطر بمنهجية علمية صارمة من طرف المؤرخ الطيب بياض، بهدف إعادة قراءة إحدى المحطات المفصلية في تاريخ المغرب الراهن، وهي أحداث 3 مارس 1973، التي اعتُبرت آخر محاولة انتفاضية مسلحة عرفها المغرب بعد الاستقلال.
واعتمد العمل على مقابلة الشهادة بالوثيقة، حيث رافق سرد بودرقة للوقائع عرضٌ لوثائق أصلية تشمل مراسلات وتقارير وقصاصات صحف، أُدرجت في متن الكتاب بدل وضعها في ملحق، لإتاحة المقارنة المباشرة بين الذاكرة والمعطى المادي. وقد أشرف المؤرخ الطيب بياض على صياغة الحوار وفق ترتيب كرونولوجي وموضوعاتي يبرز البنية السببية للأحداث، مع أسئلة محفِّزة تحصن من انتقائية الذاكرة وتدفعها إلى الإفصاح عما قد تغفله أو تتحاشاه. هذا النهج سمح بالحد من الانفعالات الذاتية التي قد تطغى على روايات الفاعلين السياسيين، وجعل الكتاب مثالاً على "التمرين الإبستيمولوجي" في إسهام المؤرخ في تأطير التاريخ الشفوي زمن إنتاجه.

## خلفية الأحداث ومضمون الكتاب
وقعت أحداث 3 مارس 1973 في عهد الملك الراحل الحسن الثاني، تزامناً مع عيد العرش، وقادها التنظيم السري التابع للاتحاد الوطني للقوات الشعبية، عبر خلايا مسلحة في عدة مناطق مغربية، كانت تخطط لعمليات تستهدف النظام السياسي. جاءت هذه الأحداث في سياق سياسي محتقن تميز بغياب الحوار الديمقراطي، ومحاولتي الانقلاب العسكري سنتي 1971 و1972، والتوتر الإقليمي زمن الحرب الباردة.
انتهت الحركة بالفشل، وأعقبتها موجة اعتقالات وإعدامات وأحكام قاسية، وكان بودرقة نفسه من بين المحكوم عليهم بالإعدام، غير أنه نجح في مغادرة البلاد إثر اعتقال رفيق دربه عمر دهكون، قبل أن يستفيد لاحقا من عفو ملكي بعد ثلاثة عقود قضاها في المنفى بفرنسا.
يستعرض بودرقة في هذا الكتاب طفولته في "دوار إداو كنيضيف" بسوس، وانخراطه المبكر في العمل التلاميذي والطلابي، وصولاً إلى تجربته في التنظيم السري، وما تشربه من مبادئ نضالية داخل أسرة مقاومة. ويتناول بالتفصيل مراحل الإعداد لأحداث 1973، منتقداً ما اعتبره عشوائية في التخطيط واستنساخاً فاشلاً لتجارب ثورية أجنبية (كالتجربة الكوبية)، ومؤكداً أن غياب الشروط الموضوعية وانتفاء الإعداد الجيد والتنسيق المحكم بين الداخل والخارج أسهما في الإجهاض السريع للمحاولة. كما يربط بين هذه الأحداث والتحول الاستراتيجي للاتحاد الوطني للقوات الشعبية نحو النضال السلمي والديمقراطي، عبر محطة المؤتمر الاستثنائي للحزب سنة 1975.
الكتاب لا يقتصر على محطة 1973، بل يمهد لها بسياق ما بعد حصول البلاد على الاستقلال والصراع المحتد يومها بين مختلف الفرقاء الذين ساهموا في نيل الاستقلال، وما أفرزه من أوضاع محتقنة زمن الاختيارات الثورية الكبرى والثورات المسلحة الملهمة. ليمتد بعد ذلك لملامسة قضايا أخرى مثل علاقة المعارضة المغربية بالجزائر بهذه الأحداث، كما يتوقف عند مواقف هذه المعارضة من الكثير من القضايا.
وداخل هذا الحكي الذاكري تحضر أسماء ومواقف لرموز كثيرة (المهدي بن بركة، عبد الرحمان اليوسفي، عبد الرحيم بوعبيد، محمد الفقيه البصري، شيخ العرب، محمد بنسعيد أيت إيدر، عمر بنجلون، محمود بنونة، عمر دهكون، وغيرهم كثير).

## أهمية الكتاب
يُعد "بوح الذاكرة وإشهاد الوثيقة، أحداث 3 مارس 1973" مرجعاً مهماً لدراسة تاريخ المغرب السياسي في فترة ما بعد الاستقلال، وخصوصاً سنوات السبعينيات من القرن العشرين التي تميزت بالصراع بين السلطة والمعارضة اليسارية. وتكمن أهميته في كونه يجمع بين البوح الذاتي والوثائق المادية، ويتيح للباحثين فرصة التمييز بين الذاكرة الفردية والمعطى التاريخي المدعوم بالأرشيف. كما يمثل نموذجاً في التعاون بين المؤرخ والفاعل السياسي، حيث يضطلع المؤرخ بدور "محامي القارئ" في مواجهة انتقائية الذاكرة، بينما يلتزم الفاعل السياسي بالانفتاح على المُساءلة المنهجية. لذلك فهو يشكل نموذجا غير مسبوق في كتابة المذكرات في المغرب، حيث صاحب المذكرات يسلم وثائقه للمؤرخ كما يطاوع آليات عمله المنهجية، توخيا للارتقاء بذاكرته الفردية إلى مستوى ذاكرة تاريخية تتمتع بالمصداقية. ولعل طبيعة الحكي المبتعد عن تضخم الأنا وعن بناء المجد الذاكري عبر تبخيس إسهامات الآخرين، وعن الخطابات المتشنجة التي تعيد إنتاج شعارات راديكالية في سياق مغاير أسعف بودرقة في تقديم ذاكرة تتسم بالرقي والنضج والمحتوى البَنَّاء.
يقول الإعلامي والكاتب المغربي لحسن العسبي: يتميز هذا الكتاب "باعتماده منهجية توثيقية تعتمد مبدأ المحاورة بين مؤرخ وأستاذ جامعي، هو الأستاذ الطيب بياض، وبين ذلك الفاعل السياسي المشارك في تلك الأحداث. تلك المحاورة التفاعلية التي سعت إلى المزاوجة بين "بوح الذاكرة" و "إشهاد الوثيقة"، ولهذا السبب كان عنوان الكتاب هو بالتحديد "بوح الذاكرة وإشهاد الوثيقة – أحداث 3 مارس 1973". مما يعني أن المحاولة التأريخية الجريئة تلك، بالمعنى العلمي للكلمة، إنما تمتلك قوتها من كونها عملت على مساءلة الذاكرة الشفهية انطلاقا من ما تسمح به فقط "الوثيقة التاريخية"، حيث يكون البناء المعرفي هنا، بناء تفسيريا للوقائع والأحداث انطلاقا من ما تمنحه قوة الوثيقة الدامغة. هذا هو الذي يمنح لوثيقة تاريخية مماثلة أن ترتقي إلى مرتبة "الشهادة الموثوقة" حول حدث في التاريخ اسمه "أحداث 3 مارس 1973". بينما يسجل الطيب بياض شهادة معبرة على حرص (عباس) على احترام تعهدهما المشترك مع القارئ الذي يحمله عنوان كتابهما، أي جعل بوح الذاكرة مقترنا بالضرورة بإشهاد الوثيقة، وإلا جرى إسقاط ما تجود به الذاكرة، إذ يقول في مقدمته للكتاب:" يبقى في الأخير أن يسجل المؤرخ لصاحب الذاكرة تجاوبه وتفاعله بشكل منتج، دون أدنى تملص أو اعتراض على أي سؤال، أو تشنج إزاء حرصه على النبش في ما قد يُدرج في خانة الخصوصيات. بل حصل أثناء المراجعة أن تحفظ المؤرخ على محور كامل، لأن سنده الوثائقي غير كاف في تقديره. لم يتطلب حسم هذا الأمر أكثر من عشرين دقيقة من النقاش حول الموضوع تحت شجرة أركان بسوس العالمة، حيث كان متن الكتاب يخضع للمراجعة والتدقيق والتنقيح. إذ انتصر الأستاذ مبارك بودرقة لاقتراحي بضرورة حذف ذلك المحور كاملا، بسبب عوزه الوثائقي. وقد كان في ذلك منافحا عن نموذج في المذكرات لا يتصوره خارج إشهاد الوثيقة على بوح الذاكرة".

## اقتباسات
واليوم، وقد مضى على كل ذلك، ما يقارب نصف قرن، أجد نفسي مدونا، لما عشته في أحداث 3 مارس 1973 موصولا بما نشأت عليه منذ صغري، مهتما بالوثائق وهواية جمعها، فرغم ظروف المنفى، وكثرة الحركة، وعدم الاستقرار، راكمت كما هائلا من الوثائق التي تهم تلك المرحلة، سيكون من غير المقبول ألا تأخذ طريقها للنشر، لتكون في متناول المهتمين من باحثين ومؤرخين، تسهم في مساعدتهم على دراسة وفهم وتقييم تلك المرحلة بكل موضوعية وتجرد...
يحاول كتاب «بوح الذاكرة وإشهاد الوثيقة» رصد الأحداث، من خلال نشر مجموعة من الوثائق، التي تسند وتعضد العديد من الشهادات التي كنت قد تلقيتها شخصيا، وأعرضها اليوم بكل أمانة، مقرونة بما حافظت عليه ذاكرتي من إضاءات لوقائع كنت مشاركا فيها، لعل أهمها، تلك المتعلقة بوضع حد للنزيف الذي كان سيدفع بمزيد من المناضلين إلى أعمدة الإعدام أو إلى المطاردات، من أجل التصفيات، بعد فشل محاولة 3مارس 1973.
هكذا استمعت إلى العديد من الشهود الذين واكبوا ما جرى، من بينهم عبد الفتاح سباطة، الذي قضى الأيام الأخيرة مع محمود بنونة، قائد المجموعة قبل دخوله إلى المغرب، حيث أكد له هذا الأخير، أنه مُقبل على مغامرة تحمل بذور فشلها قبل انطلاقتها، لكن لا يمكنه أن يتخلى عن رفاقه، وسيكون من بينهم مهما كلفه الأمر. و يمكن أن نقول نفس الشيء عن كل المجموعة التي رافقت محمود، مناضلون أرادوا الخير لبلدهم وشعبه، همهم وطن يتسع للجميع.
انتبه محمود بنونة إلى أن هذه المغامرة، حتى لو نجحت، قد لا تحقق أمانيهم في وطن يتسع للجميع. ذلك ما أكده في الرسالة التي بعثها إلى المرحوم الفقيه البصري، بتاريخ 7 غشت 1971، اذ يقول فيها: «يمكن أن نعتبر أن العمل الذي نحن مقبلون عليه، هو بمثابة شعل نار الثورة أو حرب التحرير الشعبية، وإلا فلن يكون سوى شعل نار الفتنة وتمكين إحدى الطبقات المستغلة من السيطرة على السلطة، وهذا الاحتمال له حظوظ كثيرة ليحدث».

ويضيف محمود «وأن نستمر بالشكل الحالي، فإننا نعمل سوى على تعويض حكم فاسد بما قد يكون أفسد منه، لأن حركتنا قائمة على الولاء الشخصي في مختلف مستوياتها، بدلا من أن تقوم على الارتباط العقائدي والتنظيمي والاختيار الحر المقنع، وقائمة على سلسلة من الأساليب القديمة أغلبها من رواسب المجتمع الإقطاعي (انظر الوثيقة الواردة في هذا الشأن صفحة 50).